# Mona Elwassimy
Mona Elwassimy (heute Mona Boyer) (* 7. Februar 1990 in München) ist eine deutsche Volleyballspielerin.

## Karriere
Mona Elwassimy startete ihre Volleyballkarriere bei der TS Jahn München. Ihre erste Trainerin war ihre Mutter. Gemeinsam mit Kristin und Kathrin Standhardinger erreichte sie den dritten Platz beim Bundesspielfest 2002 der E-Jugend. Diesen Erfolg konnte der Münchner Verein im folgenden Jahr bei den deutschen D-Jugendmeisterschaften in Nordhorn wiederholen. Den dritten bayerischen Meistertitel in Folge erreichten die Schülerinnen 2004 als C-Jugendliche, bei den nationalen Meisterschaften gab es den achten Platz. 

Seit Anfang der Saison 2003/04 spielte Elwassimy schon parallel bei den Erwachsenen in der zweiten Frauenmannschaft des SV Lohhof in der Bayernliga. Im folgenden Spieljahr gehörte die gebürtige Münchnerin zum Kader der ersten Frauenmannschaft, die den Aufstieg in die Zweite Liga Süd erreichte. 2005/06 wurden die Unterschleißheimerinnen nach nur zwei Niederlagen Meister in der zweiten Bundesliga, verzichteten jedoch aus finanziellen Gründen auf den Aufstieg. Im nächsten Spieljahr gelang Elwassimy mit dem SVL der Vizemeistertitel der zweiten Liga, am Ende der Saison gab es für die Münchnerin den Bronzerang bei den deutschen Meisterschaften der U-21, bei der U-18 reichte es sogar zur Vizemeisterin. 
Nach dem vierten Platz in der zweiten Bundesliga Süd in der Spielzeit 2007/08 wechselte Elwassimy zum Erstligaaufsteiger Allianz Volley Stuttgart, wo sie gemeinsam mit Katharina Stauß Rekordnationalspielerin Renate Riek-Bauer ersetzen sollte. Während in der Saison 2008/09 beide Zuspielerinnen in etwa gleich oft eingesetzt wurden, erhielt Elwassimy im folgenden Jahr deutlich mehr Spielanteile. Im Januar 2010 wurde sie ins Allstarteam Süd gewählt, verzichtete jedoch aus schulischen Gründen auf einen Einsatz.
In der Saison 2010/11 stand sie zunächst nicht in der Anfangsformation des schwäbischen Teams. Erste Zuspielerin wurde die neu verpflichtete Anna Nowakowska. Nach deren Verletzung wurde Mona Elwassimy in den letzten drei Punktspielen des Jahres 2010 und im Pokalhalbfinale gegen den Dresdner SC als einzige Stellerin eingesetzt. Alle vier Spiele konnten die Stuttgarterinnen siegreich gestalten. Ihren bis dahin größten Erfolg erreichte sie am 6. März 2011, als sie mit ihrem Verein Allianz Volley das deutsche Pokalfinale gegen den VfB 91 Suhl mit 3:0 gewann. Im Sommer 2011 kehrte sie nach Bayern zurück zum Ligakonkurrenten Rote Raben Vilsbiburg. In der Saison 2012/13 entschied sich Elwassimy für eine Karrierepause zu Gunsten der beruflichen Ausbildung. 2013/14 spielte sie wieder in der Zweiten Liga Süd beim Allgäu Team Sonthofen. Zur Saison 2014/15 wechselte sie zum Erstligisten Köpenicker SC. 2015 kehrte Elwassimy zu den Roten Raben nach Vilsbiburg zurück und wurde gleich Mannschaftsführerin. Auch in der folgenden Spielzeit pritschte die gebürtige Münchnerin für den Verein aus Niederbayern.
Nach einer längeren Pause wird Mona Boyer wieder für ihren zweiten Jugendverein aktiv sein. Mit Stefanie John bildet sie im Spieljahr 2020/21 das Zuspielerduo des SV Lohhof in der zweiten Bundesliga Süd.

## Privates
Mona ist die Tochter von Hamid El-Wassimy, einem ehemaligen ägyptischen Volleyballnationalspieler und Volleyballtrainer, der lange Zeit auch in Deutschland als Übungsleiter tätig war. Seine Frau Anke war zu ihrer aktiven Zeit Zuspielerin in der Regionalliga, ist Rechtsanwältin und betreut in ihrer Freizeit Kinder und Jugendmannschaften des TS Jahn München. Mit Mona spielte ihre ältere Schwester Sarah in der Jugend mehrere Beachturniere, musste ihre Karriere jedoch aus Verletzungsgründen frühzeitig beenden. Mutter und Schwester waren und sind Vorbilder für Mona Elwassimy.